# Discografia de DragonForce
Este artigo lista a discografia de DragonForce, uma banda inglesa de power metal, que consiste em um álbum de demonstração, quatro álbuns de estúdio e quatro singles.
DragonForce foi formada em Londres, em 1999, com o nome de DragonHeart, e lançaram sua primeira e única demo, Valley of the Damned, em 2000. Em 2003, com o nome de "DragonForce", assinaram um contrato com a Noise Records, e em 2003 gravaram o seu primeiro álbum de estúdio, Valley of the Damned. Em 2004, o segundo álbum de estúdio, Sonic Firestorm, seguido de seu primeiro single, Fury of the Storm em 2005. Eles assinaram contrato com a Roadrunner Records e lançaram seu primeiro álbum e single de destaque: Inhuman Rampage e "Through the Fire and Flames" em 2006, seguido pelo terceiro single, "Operation Ground and Pound" no mesmo ano. Em outubro de 2007 foi lançada uma versão remixada de Valley of the Danmed. Depois foram lançados o quarto álbum, Ultra Beatdown, e o quarto single, "Heroes of Our Time", em 25 de agosto de 2008 e 4 de julho de 2008 respectivamente.

## Álbuns de estúdio
| 2003                                                                               | Valley of the Damned - Lançamento: 25 de fevereiro de 2003 - Selo: Noise Records/Sanctuary Records             | —  | —  | —  | —   | 75 | —  | —  | —   | — | — |             |
| 2004                                                                               | Sonic Firestorm - Lançamento: 11 de maio de 2004 - Selo: Noise Records                                         | —  | —  | —  | —   | 34 | —  | —  | —   | — | — |             |
| 2006                                                                               | Inhuman Rampage - Lançamento: 9 de janeiro de 2006 - Selo: Roadrunner Records                                  | 70 | —  | —  | —   | 32 | —  | 54 | 103 | 1 | 5 | - BPI: Ouro |
| 2008                                                                               | Ultra Beatdown - Lançamento: 25 de agosto de 2008 - Selo: Roadrunner Records                                   | 18 | 19 | 62 | 119 | 9  | 28 | 50 | 18  | — | — | - BPI: Ouro |
| 2012                                                                               | The Power Within - Lançamento: 15 de abril de 2012 - Selo: Roadrunner Records/Essential Music/3Wise/JVC Victor | 40 | 79 | 53 | —   | 16 | —  | 43 | 74  | — | — |             |
| 2014                                                                               | Maximum Overload - Release: 18 de agosto de 2014 - Selo: earMUSIC/Metal Blade Records/3Wise/JVC Victor         | 44 | 48 | 46 | 154 | 14 | —  | —  | 62  | — | — |             |
| "—" representa que o álbum não figurou naquela parada/não foi lançado naquele país | |    |    |    |     |    |    |    |     |   |   |             |

## Álbuns ao vivo
| Ano  | Título                                                                                   |
| ---- | ---------------------------------------------------------------------------------------- |
| 2010 | Twilight Dementia - Lançado: 2010 - Gravadora: Spinefarm Records                         |
| 2015 | In the Line of Fire... Larger Than Live - Lançado: 2015 - Gravadora: Metal Blade Records |

## Singles
| Ano  | Single                        | Álbum            | Melhores Posições | Melhores Posições |
| Ano  | Single                        | Álbum            | EUA               | CAN               |
| ---- | ----------------------------- | ---------------- | ----------------- | ----------------- |
| 2005 | "Fury of the Storm"           | Sonic Firestorm  |                   |                   |
| 2006 | "Through The Fire And Flames" | Inhuman Rampage  | 86                | 61                |
| 2006 | "Operation Ground and Pound"  | Inhuman Rampage  |                   |                   |
| 2008 | "Heroes of Our Time"          | Ultra Beatdown   |                   |                   |
| 2009 | "The Last Journey Home"       | Ultra Beatdown   |                   |                   |
| 2012 | "Cry Thunder"                 | The Power Within |                   |                   |

### Videografia
- "Through the Fire and Flames"
- "Operation Ground and Pound"
- 'Heroes of Our Time"
- "The Last Journey Home"
- "Cry Thunder"
- "Seasons"
- "The Game"
- "Three Hammers"
- "Ashes of the Dawn"
- "Midnight Madness"
- "Highway to Oblivion"

## DVDs
Até hoje, apenas um show foi filmado e lançado em DVD. Graspop Metal Meeting é o festival em que a banda tocou em Dessel na Bélgica entre 23 e 25 de Julho no ano de 2006. O grupo difidiu o palco com outras bandas consagradas como Whitesnake, Guns N' Roses, Helloween, Motörhead, entre outras.